# فيلي ريد
فيلي ريد (بالإنجليزية: Willie Reid)‏ (3 مايو 1884 بغلاسكو في المملكة المتحدة - 1 مايو 1966 في المملكة المتحدة) هو مدرب كرة قدم ولاعب كرة قدم بريطاني (وحمل سابقاً جنسية المملكة المتحدة لبريطانيا العظمى وأيرلندا) في مركز الهجوم. شارك مع منتخب اسكتلندا لكرة القدم. أما مع النوادي، فقد لعب مع نادي بورتسموث ونادي رينجرز ونادي ماذرويل ونادي لانارك الثالث ونادي ألبيون روفرز ورابطة كرة القدم الاسكتلندية الحادية عشر ‏ ونادي غرينوك مورتون.

## وصلات خارجية
- فيلي ريد على موقع الاتحاد الإسكتلندي (الإنجليزية)
- فيلي ريد على موقع ناشيونال فوتبول تيمز (الإنجليزية)
- فيلي ريد على موقع عالم كرة القدم.نت (الإنجليزية)